# Železniční nehoda v Úvalech
Železniční nehoda v Úvalech se stala 9. července 1984 odpoledne po páté hodině odpolední v železniční stanici. Dva lidé zemřeli na nástupišti a osm lidí bylo těžce zraněno. Pravděpodobnou příčinou bylo vybočení kolejnic v oblouku jako důsledek vysokých teplot.

## Nehoda
Rychlík R 524 Bečva jel z Košic do Prahy. Ve směru od Tuklat projel pravotočivý oblouk a za ním úrovňový přejezd ulice Pražská; ještě v oblouku před nádražím došlo k vykolejení jeho pěti posledních vozů. V okamžiku nehody jel vlak rychlostí 99 km/h.
- Od konce vlaku pátý vůz se přibližně 400 metrů od nádražní budovy položil na bok. Asi 250 metrů byl tažen, teprve poté se po intenzivním brzdění elektrická lokomotiva zastavila.[2]
- Čtvrtý vůz od konce vlaku se utrhl a zabořil se.[2]
- Třetí vůz od konce vlaku se zastavil svým bokem o druhé nástupiště a zlomil se.[2]
- Zbylé dva vykolejené vozy se postupně zastavily.[2]

### Následky
Zraněné z vlaku i ze stanice odváželo deset vozů pražské Záchranné zdravotnické služby do nemocnic v Českém Brodě a Říčanech.
Vykolejené vozy způsobily na druhém nástupišti zničení několika podpěrných sloupů a části jeho zastřešení. Opravenou část zastřešení podpírala od nehody výdřeva, která zmizela až po modernizaci stanice roku 2015.